# كيك ستارتر
كيك ستارتر (بالإنجليزية: Kickstarter)‏، هي شركة أمريكية وسيطة بين مشاريع الناس والمساهمين ويقدمون المنتج أو هدية، فهي تصنف كالأتي: تكنولوجيا وأفلام وألعاب ورقية وإنتاج ألعاب فيديو ومجلات مصورة وإنتاج موسيقي وغير ذلك، أسست عام 2008.

## وصلات خارجية
- الموقع الرسمي
- ما هو كيك ستارتر؟